# Bitwa o Spion Kop

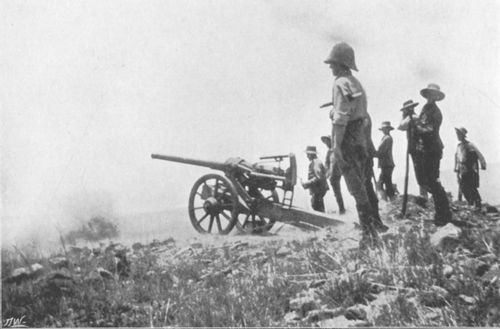
Działa okrętowe na prowizorycznych lawetach ostrzeliwują pozycje Burów

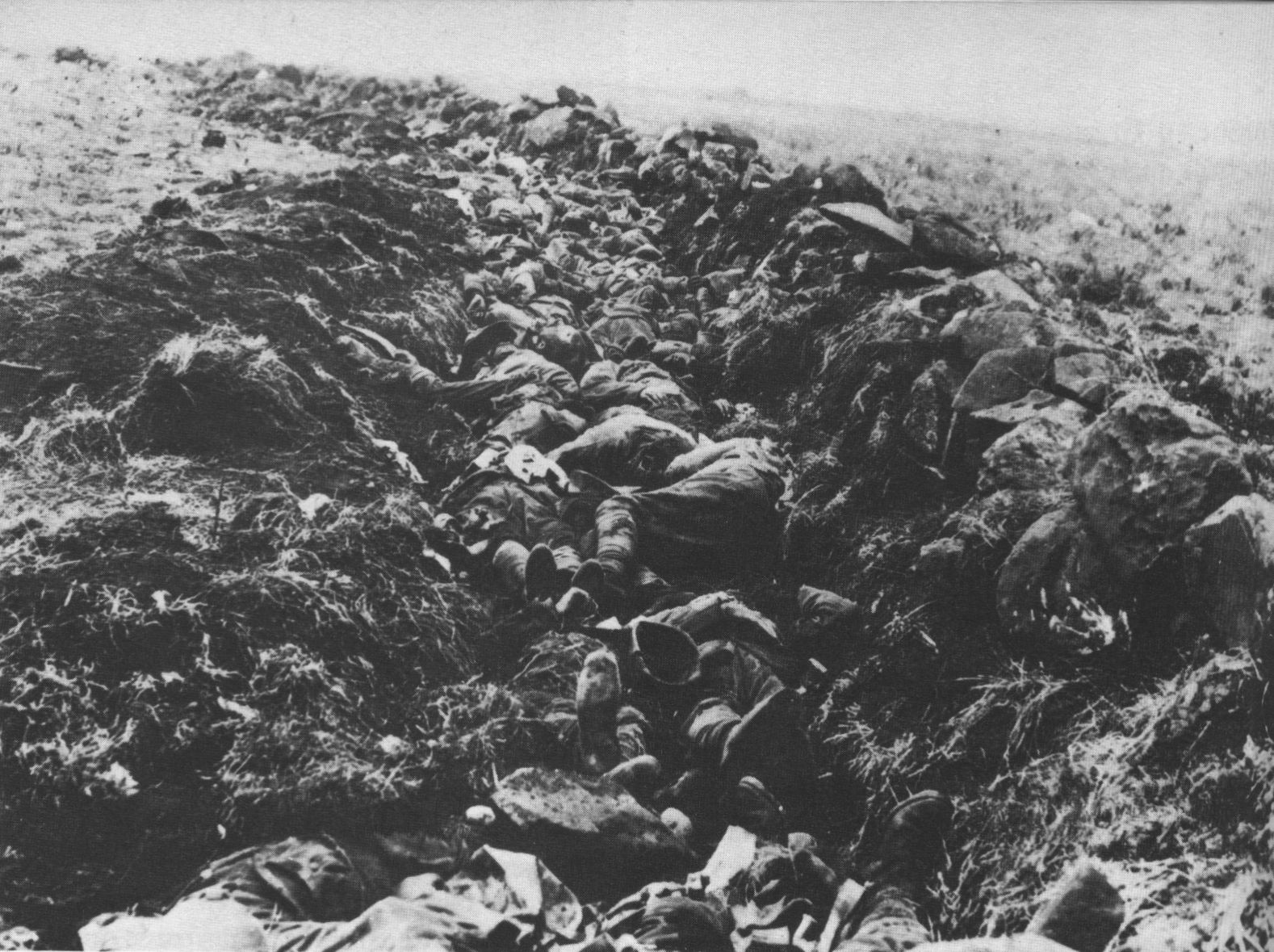
Martwi Brytyjczycy w okopie na Spion Kop

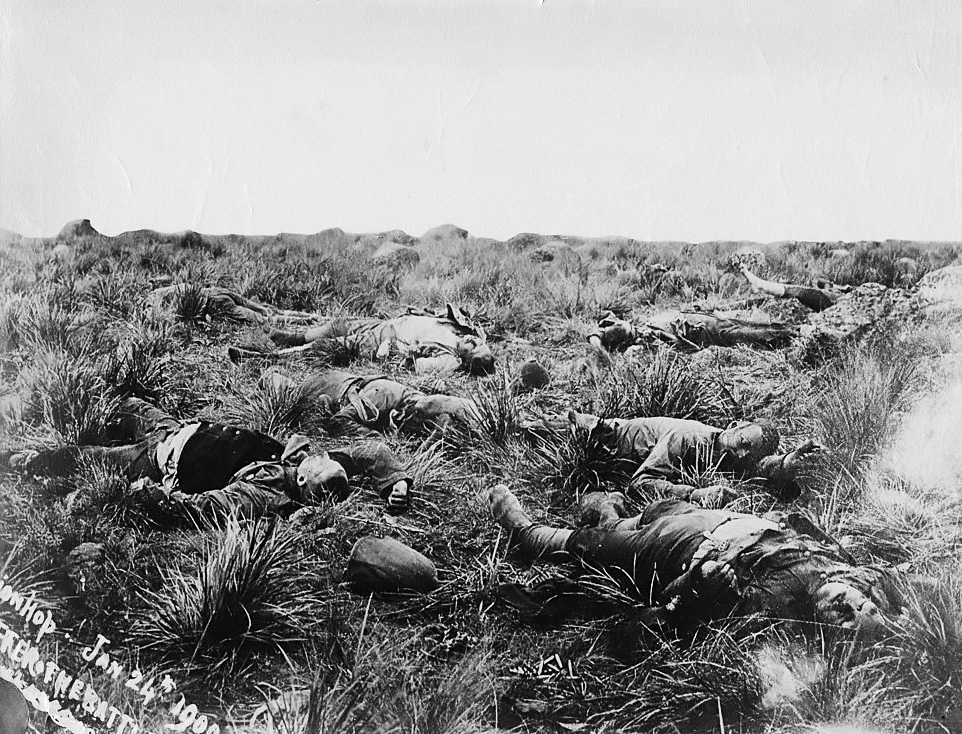
Ciała żołnierzy poległych w bitwie

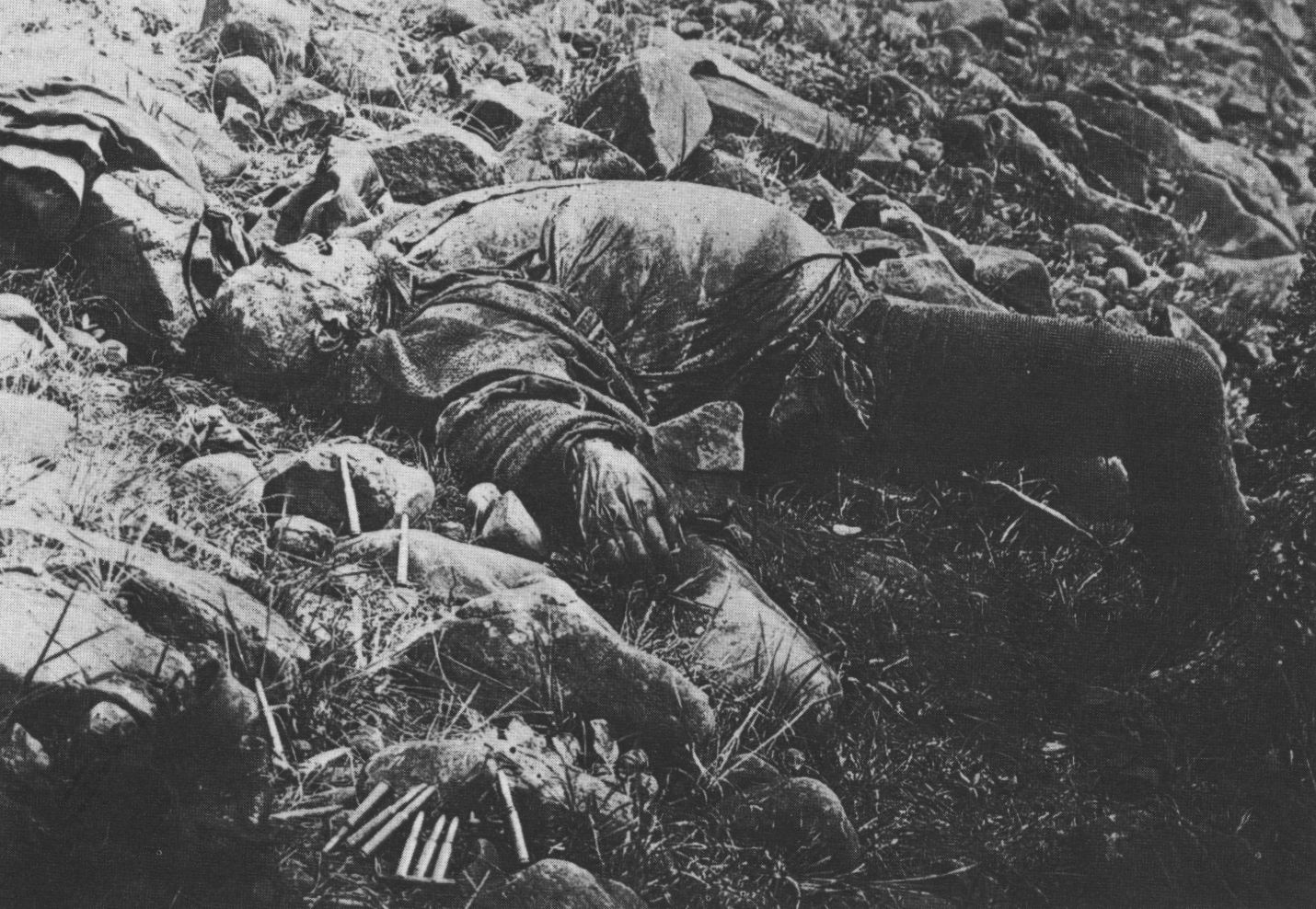
Martwy strzelec burski

Bitwa o Spion Kop (hol. Slag bij Spionkop; afr. Slag van Spioenkop) – starcie zbrojne, które miało miejsce około 38 kilometrów na południowy zachód od Ladysmith na szczycie wzgórza Spioenkop nad brzegami rzeki Tugela, w prowincji Natal w Afryce Południowej. Bitwa, toczona pomiędzy Burami a Brytyjczykami miała miejsce w dniach 23–24 stycznia 1900 roku w ramach II wojny burskiej i zakończyło się klęską wojsk brytyjskich.

## Przed bitwą
Generał Redvers Buller, dowódca wojsk brytyjskich w Natalu, dążył do oswobodzenia oblężonego przez Burów garnizonu Ladysmith. Na jego drodze stały burskie siły gen. Louisa Bothy utrzymujący front na rzece Tugela. Wprawdzie ludzie Bothy byli w mniejszości, posiadali jednak nowoczesne działa polowe i karabiny mauzera; byli świetnie okopani, a ponadto – jako (w większości) wytrawni myśliwi – mieli przewagę strzelecką nad brytyjskimi żołnierzami z poboru. Pod koniec grudnia 1899 roku Buller przypuścił frontalny atak na pozycje burskie pod Colenso, co skończyło się jego przegraną.
W kilka tygodni później Buller otrzymał znaczne uzupełnienia oraz odpowiednią ilość środków transportowych niezbędnych do poruszania się w większej odległości od linii kolejowej, będącej jego główną drogą zaopatrzeniową. Po przegranej pod Colenso przekazał kontrolę nad swymi głównymi siłami gen. Charlesowi Warrenowi (co nie przeszkodziło mu wtrącać się we wszystko i komenderować podwładnymi Warrena). Siły Warrena liczyły 11 tys. piechoty, 2,2 tys. kawalerii i 36 dział polowych. Maszerowały one teraz na zachód, by przekroczyć Tugelę powyżej Colenso, ale każdy ich ruch był śledzony przez Burów, którzy zdołali wcześniej dotrzeć do brodu zwanego Potgieter’s Drift, obsadzić go i tak umocnić, że próba forsowania skończyłaby się przypuszczalnie jak pod Colenso.
Zdając sobie z tego sprawę Warren zostawił u brodu brygadę piechoty pod dowództwem gen-mjr. Lytteltona, a sam pomaszerował jeszcze dalej, do brodu Trichardt’s Drift, gdzie przekroczył Tugelę bez napotykania jakiegokolwiek oporu. Jego konnica pod lordem Dundonaldem miała teraz okazję przedrzeć się do Ladysmith, ale Warren wolał mieć ją przy sobie jako straż przyboczną. W zamian posłał część dywizji piechoty gen-por. Francisa Clery’ego przeciw prawemu skrzydłu Burów na płaskowyżu Tabanyama. Ci ostatni byli okopani na stokach wzniesienia i odparli atak Clery’ego.
Zatrzymany zarówno na lewym skrzydle Burów (bród Potgieter’s Drift), jak i na prawym, Warren postanowił zająć wzniesienie Spion Kop w centrum frontu Bothy.

## Spion Kop
Spion Kop to największe wzniesienie na tym obszarze, wysokie na ponad 420 metrów. Stanowiło główny bastion w linii obronnej Burów blokującej posuwanie się Brytyjczyków w kierunku Ladysmith, gdzie w okrążeniu znajdowało się około 13 tys. żołnierzy. Wzgórze znajduje się zaledwie 30 kilometrów od obleganego miasta, więc po jego zdobyciu artyleria brytyjska mogłaby panować nad całym rejonem. Spion Kop było więc postrzegane jako „klucz do Ladysmith”.

## Uderzenie brytyjskie
W nocy na 23 stycznia Warren posłał siły gen-mjr. Edwarda Woodgate’a z zadaniem zajęcia i obsadzenia Spion Kop. Podpułkownik Alexander Thorneycroft prowadził czołowy oddział.
Brytyjczycy wspinali się pod górę w ciemnościach i gęstej mgle. Udało im się zaskoczyć niewielką pikietę burską złożoną z około 15 ludzi i w ataku na bagnety zepchnąć przeciwników w dół. Niewielka grupa brytyjskich saperów przystąpiła do umacniania pozycji (podczas gdy blisko 1 tys. żołnierzy stało naokoło bezczynnie), a Woodgate zakomunikował Warrenowi, że odniósł sukces i szczyt wzgórza został opanowany.
O świcie mgła się podniosła i Brytyjczycy ku swemu zdumieniu odkryli, że udało im się zająć jedynie mniejszą i niżej położoną część szczytu wzgórza, podczas gdy Burowie zajmują pozycje wyższe i otaczające ich z trzech stron. Zbudowane przez saperów okopy nie nadawały się do obrony. Ze względu na skalisty grunt były tylko na 40 cm głębokie, co pozwalało Burom trzymać pod ogniem cały obszar, razem z umocnieniami.
Burscy generałowie nie przejęli się wiadomością, że Brytyjczycy wzięli Kop. Byli pewni, że pozycje brytyjskie są w zasięgu ich armat z Tabanyamy, a oddział nieprzyjaciół, który wdarł się na wzgórze jest pod karabinowym ogniem z niezajętych jeszcze wierzchołków. Gdyby jednak Brytyjczykom udało się umocnić na zdobytym fragmencie i opanować Conical Hill i Aloe Knoll (dwa niezajmowane przez Burów wierzchołki) mogliby podciągnąć swoją artylerię dla ostrzału Tabanyamy i kluczowych burskich pozycji. Istniało niebezpieczeństwo, że Brytyjczycy uderzą na Twin Peaks (Drielingkoppe) najwyższy punkt wschodniego krańca szczytu Spion Kop. Gdyby Twin Peaks padły, Brytyjczycy mogliby zwinąć lewą flankę Burów i zniszczyć ich główne siły w dolinach. W tej sytuacji burscy generałowie doszli jednak do wniosku, że muszą natychmiast zlikwidować zagrożenie na szczycie Spion Kop.
Artyleria burska zaczęła bombardowanie pozycji brytyjskich z częstotliwością 10 pocisków na minutę. Jednocześnie komendant Henrik Prinsloo, dowódca liczącego 88 ludzi ugrupowania Carolina Commando, podjął próbę zajęcia wierzchołków Aloe Knoll i Conical Hill, a inny oddział, liczący około 300 Burów głównie z Pretoria Commando, wspinał się na Kop chcąc przypuścić frontalny atak. Jednak brytyjskie karabiny Lee-Metforda i Lee-Enfielda okazały się na małą odległość nie gorsze od burskich mauzerów i frontalny atak został krwawo odparty.
Na szczycie Kop nastąpił zastój. Burom nie udało się zepchnąć Brytyjczyków, ale ci z Pretoria i Carolina Commando, którzy przeżyli starcie, zajmowali obecnie dominujące pozycje na Aloe Knoll skąd mogli bezpiecznie ostrzeliwać Brytyjczyków znajdujących się pod nieustannym ogniem artyleryjskim z Tabanyamy.
Wysoka temperatura, wyczerpanie walką i pragnienie powodowały upadek morale po obu stronach. Burscy strzelcy na szczycie widzieli w dolinach znaczną liczbę swoich ludzi, którzy odmówili udziału w bitwie. Poczucie osamotnienia i załamanie po krwawym szturmie spowodowało, że niezdyscyplinowani żołnierze tej cywilnej armii zaczęli jeden po drugim porzucać zdobytą pozycję. Po drugiej stronie ostrzał artyleryjski też zrobił swoje. Gen. Woodgate padł śmiertelnie ranny. Trzech jego następców wkrótce po nim. Żołnierze z poszczególnych oddziałów byli przemieszani, przerażeni i przyszpileni do ziemi w płytkim okopie.
Teraz pułkownik Malby Crofton objął dowództwo i zażądał uzupełnień. Warren właśnie wysłał dwa świeże bataliony lekkiej piechoty Lytteltona pod górę, ale nie zdecydował się ani na zaatakowanie Tabanyamy, ani na skierowanie dział na Aloe Knoll, bowiem uważał, że jest to część brytyjskich pozycji. Teraz Thorneycroft zastąpił rannego Croftona jako dowódca na wierzchołku Kop.
Winston Churchill, dziennikarz stacjonujący wówczas w Afryce Południowej, ale jednocześnie porucznik w pułku South African Light Horse, był łącznikiem gen. Bullera i w związku z tym udał się na Spion Kop. Po tej wyprawie donosił, co następuje: „Wszędzie leżą ciała zabitych. Wiele z nich wygląda makabrycznie. Pociski wręcz porozrywały ludzi. Płytkie okopy wypełnione są zabitymi i rannymi.”
Ludzie z pułku Lancashire Fusiliers mieli dość tej jatki i zamierzali się poddać. Thorneycroft przywołał część z nich do porządku. Ostrzał nie ustawał, ale pozycja została utrzymana. W tym krytycznym momencie dwa bataliony wysłane przez Lytteltona zaatakowały i zdobyły Twin Peaks.

## Rezultaty
Załamani utratą Twin Peaks Burowie zeszli z Kop po zmroku. Bitwa, o czym Thorneycroft nie wiedział, była wygrana przez Brytyjczyków. Ale Thorneycroft również nie wytrzymał napięcia. Po szesnastu godzinach na szczycie, w warunkach niedostatku wody pitnej i amunicji, nakazał odwrót. W tym samym momencie Buller kazał Lytteltonowi odwołać swych ludzi z Twin Peaks.
Rankiem burscy generałowie dostrzegli przez lornetki na szczycie Spion Kop dwóch burskich strzelców wymachujących triumfalnie swymi kapeluszami. Jedynymi Brytyjczykami na szczycie Kop byli martwi i umierający.
Brytyjczycy stracili w bitwie 243 zabitych; większość z nich została pogrzebana w okopie, w którym polegli. Około 1250 żołnierzy odniosło rany lub dostało się do burskiej niewoli. Straty burskie wyniosły 335 ludzi, z czego 68 zginęło. Comando komendanta Prinsloo straciło 55 z 88 ludzi.
Brytyjczycy wycofali się na przeciwny brzeg rzeki Tugela, ale Burowie byli zbyt osłabieni, by pójść za ciosem i dobić przeciwnika. Bullerowi udało się ocalić swe oddziały; Ladysmith zostało odbite w okresie późniejszym.